# 한국전통문화고등학교
한국전통문화고등학교(韓國傳統文化高等學校)는 대한민국 전북특별자치도 전주시 완산구 중인동에 있는 공립 고등학교이다.

## 학교 연혁
- 1999년 3월 9일 : 전북전통문화고등학교 설립 인가
- 2000년 8월 1일 : 한국전통문화고등학교 설립 변경 인가
- 2001년 10월 19일 : 준공
- 2002년 3월 2일 : 입학식 및 개교식 (4개 학과 80명)
- 2005년 2월 4일 : 제1회 혼불수여식(졸업생 71명)
- 2024년 1월 5일 : 제20회 졸업식(졸업생 75명, 총 1,533명)
- 2024년 3월 1일 : 제8대 조미경 교장 부임
- 2024년 3월 4일 : 입학식(3개학과 81명)

## 설치 학과
- 한국음악과
- 조리과학과
- 한국미술디자인과

## 참고 자료
- 한국전통문화고등학교 - 한국교육학술정보원 학교알리미